# Serie A1 1986-1987 (pallamano maschile)
La Serie A1 1986-1987 è stata la 18ª edizione del torneo di primo livello del campionato italiano di pallamano maschile.

Esso venne organizzato dalla Federazione Italiana Giuoco Handball.

A partire da questa stagione il campionato di serie B scalò a terza serie nazionale, e fu introdotta la serie A2, la cui vincitrice entrò nel primo turno di play-off per incontrare la prima della stagione regolare di serie A1.

Il torneo fu vinto dall'Ortigia Siracusa per la 1ª volta nella sua storia.

A retrocedere in serie A2 fu l'Atletica San Giorgio.

## Formula del torneo

### Stagione regolare
Il campionato si svolse tra 12 squadre che si affrontarono in una fase iniziale con la formula del girone unico all'italiana con partite di andata e ritorno.

Per ogni incontro i punti assegnati in classifica sono così determinati:
- due punti per la squadra che vinca l'incontro;
- un punto per il pareggio;
- zero punti per la squadra che perda l'incontro.

Al termine della stagione regolare si qualificarono per i play off scudetto le squadre classificate dal 1º al 7º posto; le squadre classificata dall'8º al 12º posto furono relegati ai play-out.

### Play off scudetto
Le squadre classificate dal 1º al 7º posto in serie A1 e la 1ª classificata di serie A2 alla fine della stagione regolare parteciparono ai play off scudetto, che si disputarono con la formula ad eliminazione diretta dei quarti di finale, semifinali e finali, al meglio di due gare su tre.
La squadra 1ª classificata al termine dei play off fu proclamata campione d'Italia.

### Play-out
Le squadre classificate dall'8º al 12º posto in serie A1 e le squadre classificate dal 2º al 4º in serie A2 alla fine della stagione regolare parteciparono ai play-out, che si disputarono con la formula ad eliminazione diretta dei quarti di finale, semifinali e finali, al meglio di due gare su tre.

## Squadre partecipanti
| Città                      | Club                          | Palasport | Sponsor       | Stagione precedente      |
| -------------------------- | ----------------------------- | --------- | ------------- | ------------------------ |
| Bologna                    | Handball Club Bologna 1969    |           |               | 10ª in Serie A 1985-1986 |
| Bressanone (BZ)            | Südtiroler Sportverein Brixen |           | Gasser Speck  | 6ª in Serie A 1985-1986  |
| Conversano (BA)            | Handball Club Conversano      |           |               | 12ª in Serie A 1985-1986 |
| Gaeta (LT)                 | Sporting Club Gaeta           |           | Acqua Fabia   | 3ª in Serie A 1985-1986  |
| Imola (BO)                 | Handball Club Imola 1973      |           | Filomarket    | 4ª in Serie A 1985-1986  |
| Rimini                     | Pallamano Rimini              |           | Jomsa         | 11ª in Serie A 1985-1986 |
| Rovereto (TN)              | Handball Club Rovereto        |           |               | 8ª in Serie A 1985-1986  |
| Rubiera (RE)               | Pallamano Rubiera             |           | Cottodomus    | 7ª in Serie A 1985-1986  |
| San Giorgio a Cremano (NA) | Atletica San Giorgio          |           | Castiflex     | 9ª in Serie A 1985-1986  |
| Scafati (SA)               | Handball Scafati              |           |               | 2ª in Serie A 1985-1986  |
| Siracusa                   | Ortigia Siracusa              |           | Pasta Ferrara | 5ª in Serie A 1985-1986  |
| Trieste                    | Pallamano Trieste             |           | Cividin       | Campione d'Italia        |

## Classifica
|  | Pos. | Squadra              | Pt | G  | V  | N | S  | GF  | GS  | D    | Note                                        |
|  | ---- | -------------------- | -- | -- | -- | - | -- | --- | --- | ---- | ------------------------------------------- |
|  | 1.   | Trieste              | 39 | 22 | 19 | 1 | 2  | 530 | 417 | +113 | Qualificato alla Coppa delle Coppe 1987-88  |
|  | 2.   | Ortigia              | 36 | 22 | 17 | 2 | 3  | 602 | 457 | +145 | Qualificato alla Coppa dei Campioni 1987-88 |
|  | 3.   | Imola                | 31 | 22 | 15 | 1 | 6  | 549 | 469 | +80  | Qualificato alla IHF Cup 1987-88            |
|  | 4.   | Gaeta                | 22 | 22 | 13 | 1 | 8  | 459 | 455 | +4   | 5 pt. di penalizzazione                     |
|  | 5.   | Brixen               | 22 | 22 | 8  | 6 | 8  | 473 | 445 | +28  |                                             |
|  | 6.   | Scafati              | 22 | 22 | 9  | 4 | 9  | 588 | 565 | +23  |                                             |
|  | 7.   | Rubiera              | 21 | 22 | 9  | 3 | 10 | 517 | 530 | -13  |                                             |
|  | 8.   | Pallamano Rimini     | 20 | 22 | 7  | 6 | 9  | 509 | 523 | -14  |                                             |
|  | 9.   | Conversano           | 20 | 22 | 8  | 4 | 10 | 463 | 492 | -29  |                                             |
|  | 10.  | Rovereto             | 14 | 22 | 7  | 0 | 15 | 434 | 459 | -25  |                                             |
|  | 11.  | Bologna 1969         | 12 | 22 | 4  | 4 | 14 | 440 | 507 | -67  |                                             |
|  | 12.  | Atletica San Giorgio | 0  | 22 | 0  | 0 | 22 | 406 | 651 | -245 | Retrocesso in Serie A2 1987-88              |

## Play off scudetto

### Tabellone principale
|  | Quarti di finale | Quarti di finale | Quarti di finale | Quarti di finale | Quarti di finale |  |  | Semifinali | Semifinali | Semifinali | Semifinali | Semifinali |    |    | Finale | Finale  | Finale | Finale | Finale |  |
|  |                  |                  |                  |                  |                  |  |  |            |            |            |            |            |    |    |        |         |        |        |        |  |
|  | 1                | Trieste          | Trieste          | 28               | 27               |  |  |            |            |            |            |            |    |    |        |         |        |        |        |  |
|  | 1A2              | Bozen            | Bozen            | 23               | 25               |  |  | 1          | Trieste    | Trieste    | 22         | 19         |    |    |        |         |        |        |        |  |
|  | 4                | Gaeta            | Gaeta            | 16               | 17               |  |  | 5          | Brixen     | Brixen     | 18         | 16         |    |    |        |         |        |        |        |  |
|  | 5                | Brixen           | Brixen           | 17               | 19               |  |  |            |            |            |            |            |    |    | 1      | Trieste | 30     | 19     | 29     |  |
|  | 2                | Ortigia          | Ortigia          | 38               | 28               |  |  |            |            | 2          | Ortigia    | 23         | 24 | 31 |        |         |        |        |        |  |
|  | 7                | Rubiera          | Rubiera          | 25               | 22               |  |  | 2          | Ortigia    | 25         | 20         | 27         |    |    |        |         |        |        |        |  |
|  | 3                | Imola            | Imola            | 28               | 26               |  |  | 3          | Imola      | 23         | 24         | 25         |    |    |        |         |        |        |        |  |
|  | 6                | Scafati          | Scafati          | 27               | 19               |  |  |            |            |            |            |            |    |    |        |         |        |        |        |  |

### Risultati

#### Quarti di finale
| Squadra 1 | Squadra 2 | Gara 1   | Gara 2     | Gara 3 |
| --------- | --------- | -------- | ---------- | ------ |
| Trieste   | Bozen     | Trieste  | Bolzano    |        |
| Trieste   | Bozen     | 28 - 23  | 27 - 25    |        |
| Gaeta     | Brixen    | Gaeta    | Bressanone |        |
| Gaeta     | Brixen    | 16 - 17  | 17 - 19    |        |
| Ortigia   | Rubiera   | Siracusa | Rubiera    |        |
| Ortigia   | Rubiera   | 38 - 25  | 28 - 22    |        |
| Imola     | Scafati   | Imola    | Scafati    |        |
| Imola     | Scafati   | 28 - 27  | 26 - 19    |        |

#### Semifinali 1º/4º posto
| Squadra 1 | Squadra 2 | Gara 1   | Gara 2     | Gara 3   |
| --------- | --------- | -------- | ---------- | -------- |
| Trieste   | Brixen    | Trieste  | Bressanone |          |
| Trieste   | Brixen    | 22 - 18  | 19 - 16    |          |
| Ortigia   | Imola     | Siracusa | Imola      | Siracusa |
| Ortigia   | Imola     | 25 - 23  | 20 - 24    | 27 - 25  |

#### Semifinali 5º/8º posto
| Squadra 1 | Squadra 2 | Gara 1  | Gara 2  | Gara 3 |
| --------- | --------- | ------- | ------- | ------ |
| Gaeta     | Bozen     | Gaeta   | Bolzano |        |
| Gaeta     | Bozen     | 27 - 20 | 31 - 26 |        |
| Scafati   | Rubiera   | Scafati | Rubiera |        |
| Scafati   | Rubiera   | 31 - 32 | 23 - 24 |        |

#### Finali 1º/2º posto
| Squadra 1 | Squadra 2 | Gara 1  | Gara 2   | Gara 3  |
| --------- | --------- | ------- | -------- | ------- |
| Trieste   | Ortigia   | Trieste | Siracusa | Vasto   |
| Trieste   | Ortigia   | 30 - 23 | 19 - 24  | 29 - 31 |

#### Finali 3º/4º posto
| Squadra 1 | Squadra 2 | Gara 1  | Gara 2     | Gara 3  |
| --------- | --------- | ------- | ---------- | ------- |
| Imola     | Brixen    | Imola   | Bressanone | Imola   |
| Imola     | Brixen    | 22 - 21 | 19 - 23    | 24 - 22 |

#### Finali 5º/6º posto
| Squadra 1 | Squadra 2 | Gara 1  | Gara 2  | Gara 3  |
| --------- | --------- | ------- | ------- | ------- |
| Gaeta     | Rubiera   | Gaeta   | Rubiera | Gaeta   |
| Gaeta     | Rubiera   | 23 - 22 | 22 - 23 | 36 - 29 |

#### Finali 7º/8º posto
| Squadra 1 | Squadra 2 | Gara 1  | Gara 2  | Gara 3 |
| --------- | --------- | ------- | ------- | ------ |
| Scafati   | Bozen     | Scafati | Bolzano |        |
| Scafati   | Bozen     | 32 - 27 | 36 - 28 |        |

## Play-out

### Tabellone principale
|  | Quarti di finale | Quarti di finale     | Quarti di finale | Quarti di finale | Quarti di finale |  |  | Semifinali | Semifinali           | Semifinali           | Semifinali | Semifinali |    |    | Finale | Finale | Finale | Finale | Finale |  |
|  |                  |                      |                  |                  |                  |  |  |            |                      |                      |            |            |    |    |        |        |        |        |        |  |
|  | 8A1              | Pallamano Rimini     | Pallamano Rimini | 26               | 24               |  |  |            |                      |                      |            |            |    |    |        |        |        |        |        |  |
|  | 4A2              | Teramo               | Teramo           | 19               | 24               |  |  | 4A2        | Teramo               | Teramo               | 31         | 23         |    |    |        |        |        |        |        |  |
|  | 11A1             | Bologna 1969         | 22               | 20               | 24               |  |  | 12A1       | Atletica San Giorgio | Atletica San Giorgio | 34         | 25         |    |    |        |        |        |        |        |  |
|  | 12A1             | Atletica San Giorgio | 21               | 21               | 19               |  |  |            |                      |                      |            |            |    |    | 4A2    | Teramo | 0      | 24     | 31     |  |
|  | 9A1              | Conversano           | 22               | 20               | 23               |  |  |            |                      | 3A2                  | Fondi      | 5          | 19 | 29 |        |        |        |        |        |  |
|  | 3A2              | Fondi                | 19               | 21               | 22               |  |  | 3A2        | Fondi                | Fondi                | 23         | 27         |    |    |        |        |        |        |        |  |
|  | 10A1             | Rovereto             | Rovereto         | 25               | 5                |  |  | 2A2        | Prato                | Prato                | 23         | 31         |    |    |        |        |        |        |        |  |
|  | 2A2              | Prato                | Prato            | 23               | 0                |  |  |            |                      |                      |            |            |    |    |        |        |        |        |        |  |

### Risultati

#### Quarti di finale
| Squadra 1        | Squadra 2            | Gara 1     | Gara 2                | Gara 3     |
| ---------------- | -------------------- | ---------- | --------------------- | ---------- |
| Pallamano Rimini | Teramo               | Rimini     | Teramo                |            |
| Pallamano Rimini | Teramo               | 26 - 19    | 24 - 24               |            |
| Bologna 1969     | Atletica San Giorgio | Bologna    | San Giorgio a Cremano | Bologna    |
| Bologna 1969     | Atletica San Giorgio | 22 - 21    | 20 - 21               | 24 - 19    |
| Conversano       | Fondi                | Conversano | Fondi                 | Conversano |
| Conversano       | Fondi                | 22 - 19    | 20 - 21               | 23 - 22    |
| Rovereto         | Prato                | Rovereto   | Prato                 |            |
| Rovereto         | Prato                | 25 - 23    | 5 - 0                 |            |

#### Semifinali 9º/12º posto
| Squadra 1        | Squadra 2    | Gara 1   | Gara 2     | Gara 3 |
| ---------------- | ------------ | -------- | ---------- | ------ |
| Pallamano Rimini | Bologna 1969 | Rimini   | Bologna    |        |
| Pallamano Rimini | Bologna 1969 | 26 - 26  | 27 - 26    |        |
| Rovereto         | Conversano   | Rovereto | Conversano |        |
| Rovereto         | Conversano   | 20 - 19  | 29 - 26    |        |

#### Semifinali 13º/16º posto
| Squadra 1            | Squadra 2 | Gara 1                | Gara 2  | Gara 3 |
| -------------------- | --------- | --------------------- | ------- | ------ |
| Atletica San Giorgio | Teramo    | San Giorgio a Cremano | Teramo  |        |
| Atletica San Giorgio | Teramo    | 34 - 31               | 25 - 23 |        |
| Prato                | Fondi     | Prato                 | Fondi   |        |
| Prato                | Fondi     | 23 - 23               | 31 - 27 |        |

#### Finali 9º/10º posto
| Squadra 1 | Squadra 2        | Gara 1   | Gara 2  | Gara 3 |
| --------- | ---------------- | -------- | ------- | ------ |
| Rovereto  | Pallamano Rimini | Rovereto | Rimini  |        |
| Rovereto  | Pallamano Rimini | 27 - 21  | 28 - 18 |        |

#### Finali 11º/12º posto
| Squadra 1    | Squadra 2  | Gara 1  | Gara 2     | Gara 3 |
| ------------ | ---------- | ------- | ---------- | ------ |
| Bologna 1969 | Conversano | Bologna | Conversano |        |
| Bologna 1969 | Conversano | 28 - 24 | 29 - 29    |        |

#### Finali 13º/14º posto
| Squadra 1            | Squadra 2 | Gara 1                | Gara 2 | Gara 3                |
| -------------------- | --------- | --------------------- | ------ | --------------------- |
| Atletica San Giorgio | Prato     | San Giorgio a Cremano | Prato  | San Giorgio a Cremano |
| Atletica San Giorgio | Prato     | 36 - 34               | 0 - 5  | 25 - 32               |

#### Finali 15º/16º posto
| Squadra 1 | Squadra 2 | Gara 1 | Gara 2  | Gara 3  |
| --------- | --------- | ------ | ------- | ------- |
| Fondi     | Teramo    | Fondi  | Teramo  | Fondi   |
| Fondi     | Teramo    | 5 - 0  | 19 - 24 | 29 - 31 |

## Campioni
| Campione d'Italia 1986-1987 |
| --------------------------- |
| Ortigia Siracusa 1º titolo  |